# Elise Johnson McDougald
Elise Johnson McDougald (Nova Iorque, 13 de outubro de 1885 – 10 de junho de 1971), também conhecida como Gertrude Elise McDougald Ayer, foi uma educadora, escritora, ativista e a primeira mulher afro-americana diretora de escolas públicas da cidade de Nova Iorque após a consolidação do cidade em 1898. Ela foi precedida por Sarah J. Garnet, que tornou-se a primeira diretora afro-americana de Brooklyn, distrito de Nova Iorque, enquanto ainda era considerada uma cidade separada.
O ensaio de McDougald "The Double Task: The Struggle for Negro Women for Sex and Race Emancipation" foi publicado na edição de março de 1925 da revista Survey Graphic, Harlem: The Mecca of the New Negro. Esta edição em particular, supervisionado por Alain Locke, ajudou a inaugurar e definir o que hoje é conhecido como Renascimento do Harlem. A contribuição de McDougald para esta revista, que Locke adaptou para inclusão como "The Task of Negro Womanhood" em sua antologia de 1925 The New Negro: An Interpretation é um dos primeiros exemplos de escrita feminista afro-americana.

## Primeiros anos e educação
Johnson nasceu na cidade de Nova Iorque, onde seu pai, Dr. Peter Augustus Johnson, foi um dos primeiros médicos afro-americanos e um dos fundadores da National Urban League. Sua mãe se chamava Mary Elizabeth Whittle, uma inglesa da Ilha de Wight, e seu irmão mais velho, Travis James Johnson, foi o primeiro afro-americano a se formar no Colégio de Médicos e Cirurgiões da Universidade de Columbia em 1908. Ele nasceu em Chichester, na Inglaterra, em 1883, e a família mudou-se para Nova Iorque em 1884. Elise passou seus primeiros dias crescendo em Manhattan, mas também passava os verões em Nova Jérsia, pois a família de seu pai era dona de uma fazenda de caminhões lá. Mais tarde, ela herdaria e administraria a fazenda.
Johnson tornou-se a primeira afro-americana a se formar na Escola Técnica Feminina em 1903 e foi eleita presidente de sua turma do último ano. Depois de terminar o colegial, ela ganhou um certificado de ensino da New York Training School for Teachers. Ela nunca recebeu seu diploma de bacharel, embora tenha concluído cursos no Hunter College (Universidade Columbia) e no New York City College.

## Carreira
Sua carreira de professora começou em 1905 no PS 11 na parte baixa de Manhattan. Ela renunciou ao PS 11 em 1911 para se concentrar em sua família. Em 1916, ela voltou a trabalhar como conselheira vocacional na Manhattan Trade School. Ela então trabalhou como secretária industrial na filial local da National Urban League, onde iniciou uma pesquisa documentando as condições de trabalho das mulheres afro-americanas da cidade de Nova Iorque. A pesquisa foi patrocinada não apenas pela Urban League, mas também pela Women's Trade Union League e pela YWCA. Sua obra New Day for the Colored Woman in Industry in NY City, em coautoria com Jessie Clark, foi publicada em 1919. Seu trabalho como secretária executiva do Comitê Sindical para a Organização dos Trabalhadores Negros a colocou em contato com outros organizadores políticos, como o historiador WEB Du Bois.

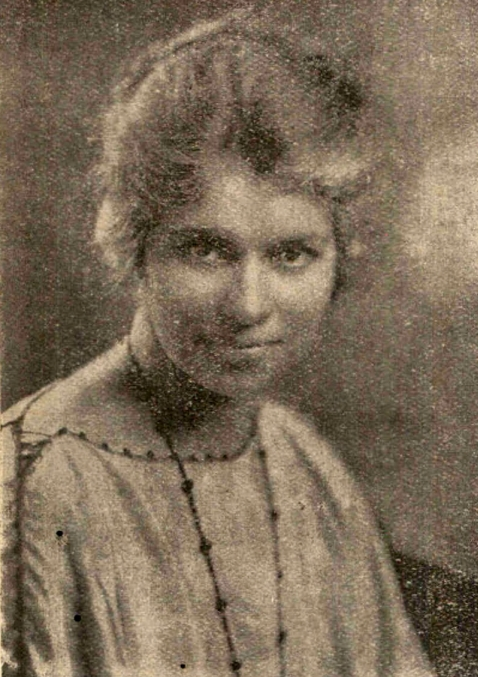
Foto de Elise Johnson McDougald em 1926

Em março de 1925, seu ensaio "The Double Task: The Struggle for Negro Women for Sex and Race Emancipation" foi publicado na edição da revista Survey Graphic intitulada Harlem: The Mecca of the New Negro  (e foi relançado em 1992 na antologia Daughters of Africa, supervisionada por Margaret Busby).
Em 1935, foi nomeada temporariamente diretora do PS 24 durante os tempos da Grande Depressão, onde mais de 60% das famílias e bairros estavam desempregados. Elise fazia parte de um fórum comunitário de proeminentes nova-iorquinos interraciais que avaliavam as condições de sua cidade e as mudanças que precisavam ser feitas. Ela testemunhou nas audiências e discutiu como queria trabalhar para ganhar a confiança dos pais, impor um ambiente mais descontraído e ajudar a aliviar as dificuldades das famílias. Esse ativismo a ajudou a se tornar uma das primeiras pioneiras a criar o Programa de Atividades, que dava grande ênfase ao currículo intercultural. Este programa implementou educação progressiva centrada na criança nas escolas públicas de ensino fundamental da cidade de Nova Iorque. A ideia geral desse programa era mudar a ênfase do assunto para as crianças. Algumas mudanças nas escolas incluíram aprendizado experiencial, projetos autodirigidos, currículo interdisciplinar e transformar experimentos em sala de aula em "vida democrática". Posteriormente, foi transferida após dez anos para PS 119. Após a conclusão de suas atividades em 1954, ela permaneceu ativa, escrevendo uma coluna no Amsterdam News sobre as escolas do Harlem, entre outras coisas.

## Vida pessoal
Johnson casou-se duas vezes. Seu primeiro marido foi o advogado Cornelius W. McDougald; eles se divorciaram. Posteriormente, o casamento com seu segundo marido, o médico Vernon A. Ayer, ocorreu em 1928.
Ela morreu em sua casa em 10 de junho de 1971, aos 86 anos. Ela deixou seu segundo marido e dois filhos de seu primeiro casamento, Dra. Elizabeth McDougald e o advogado Cornelius McDougald Jr.